# Katedralen i Nantes
Katedralen i Nantes, även känd som Petrus och Paulus katedral i Nantes (franska: Cathédrale Saint-Pierre-et-Saint-Paul de Nantes), är en gotisk romersk-katolsk katedral i staden Nantes, Pays de la Loire, Frankrike. Byggandet av katedralen inleddes år 1434 på platsen för en romansk katedral och tog 457 år att avsluta, med fullbordan 1891. Rekonstruktionen av domkyrkan påbörjades under första hälften av 1400-talet, under en tid då Nantes och Bretagne var kommersiellt välmående, då det påbörjades sådana storskaliga arkitektoniska projekt i stor skala, delvis på grund av den opportunistiska och skickliga diplomatiska politik hertigen Johan VI förde i en period av politisk turbulens och konflikt med England.

## Historia
Katedralens grundsten lades i april 1434 av hertigen Johan VI (1389–1442) och biskopen Jean de Malestroit (1375–1443). Den första ansvarige arkitekten var Guillaume de Dammartin som senare ersattes av Mathurin Rodier. Konstruktionen inleddes med den västra fasaden, sidoskeppet och dess sidokapell.
Leniaud et al. delar in byggprocessen i fem faser. Den första fasen ägde rum mellan byggstarten 1434 och cirka 1470. Den andra fasen ägde rum från cirka 1470 till cirka 1490, den tredje fasen mellan cirka 1500 och 1516. Den sista fasen var en efter-medeltida fas då den inträffade mellan cirka 1626 och 1630.
Under den första perioden byggdes bland annat den västra fasaden, den södra gången av långhuset med dess kapell och de södra arkad-pelarna. Den andra fasen innebar att man byggde till skeppet, den norra gången och dess kapell. Den sista fasen innebar att man färdigställde skeppets höga takvalv.

## Branden 2020
Katedralen eldhärjades den 18 juli 2020. En vecka senare erkände en 39-årig asylsökande från Rwanda som jobbat som volontär i kyrkan att han anlagt branden. I branden totalförstördes bland annat katedralens huvudorgel.